# Aïn Boudinar
Aïn Boudinar (anciennement Bellecôte durant l'époque de l'Algérie française) est une commune de la wilaya de Mostaganem en Algérie.

## Démographie
Aïn Boudinar est la commune la moins peuplée de la wilaya de Mostaganem, selon le recensement général de la population et de l'habitat de 2008, la population de la commune d'Aïn Boudinar est évaluée à 6 060 habitants contre 5 241 en 1998.